# أليكسي سميرنوف (لاعب كرة قدم)
أليكسي سميرنوف هو لاعب كرة قدم روسي في مركز حراسة المرمى، ولد في 15 أبريل 1994 في إيفانوفو في روسيا. لعب مع FC Tekstilshchik Ivanovo ‏.